# Тамни џедај
Тамни џедај познат и као пали џедај јесте припадник посебне групе бића осетљивих на Силу. Углавном је реч о бившим Џедајима, који су се приклонили мрачној страни Силе. Најчувенији припадник ове категорије је Асај Вентрес, са којим се пре сопственог пада на мрачну страну сукобио Анакин Скајвокер. Изузев у анимираном филму и серији Ратови клонова, појављују се искључиво у Проширеном универзуму.

## Однос према Ситима
Слично сродним Ситима, Тамни џедаји користе мрачну страну Силе. Но за разлику од Тамних џедаја, Сити не осећају страх, поседује посебан кодекс и поштују Правило двојства, које гарантује постојање једног учитеља и ученика. У Проширеном универзуму, гроф Дуку наводи како је једина разлика између Сита и Тамних џедаја у томе што први не осећају страх.

## Обука и порекло
Мада је, као што је речено, углавном реч о бившим Џедајима, ова категорија може обухватати и бића осетљива на Силу, која су примила обуку од Сита, или су пак самоуко доспела на мрачну страну. Неке поткатегорије обухватају Поново рођене. и Мрачне јуришнике